# Masuna
Masuna (Zentralatlas-Tamazight ⵎⴰⵙⵓⵏⴰ) war ein König der Berber (mauri) im frühen 6. Jahrhundert.
Masuna wird in einer Inschrift als „König der Mauren und Römer“ bezeichnet (rex gentium Maurorum et Romanorum). Die Doppeltitulatur ist für einen spätantiken „Barbarenherrscher“ sehr ungewöhnlich. Der Inschrift zufolge, die auf das Jahr 508 datiert wird, wurde unter seiner Herrschaft eine Festung in Altava errichtet. Masuna scheint demnach – ähnlich wie Masties im benachbarten Numidien – sowohl über Mauren als auch über Römer geherrscht und auch römische Beamte beschäftigt zu haben.
Er ist möglicherweise mit dem Maurenfürsten Massonas identisch, der von Prokopios erwähnt wird.